# دارن الکینز
دارن الکینز (انگلیسی: Darren Elkins؛ زادهٔ ۱۶ مهٔ ۱۹۸۴) ورزشکار هنرهای رزمی ترکیبی اهل ایالات متحده آمریکا است. وی از سال ۲۰۰۷ میلادی تاکنون مشغول فعالیت بوده‌است.